# ورام حليمي
ورام حليمي أو داء الأورام الحليمية (بالإنجليزية: Papillomatosis)‏ هو ارتفاع جلدي سَطحي يحدث بسبب فرط تنسج أو تضخم في الحليمة الأدمية المُجاورة، وتُشكل هذه الزوائد الحليمية في البَشرة سطح متموج يظهر عند الفَحص المجهري.